# Antoni Bartecki
Antoni Bartecki (ur. 6 maja 1948 w Katowicach, zm. 22 marca 2023) – polski szablista.
Był absolwentem Akademii Wychowania Fizycznego w Katowicach. W latach 1963–1981 reprezentował barwy GKS Katowice. Był wielokrotnym drużynowym medalistą mistrzostw Polski seniorów (złoto – 1975, 1979; srebro – 1973, 1974, 1976, 1980, 1981; brąz – 1971). Po zakończeniu kariery zawodniczej był trenerem w niemieckich klubach szermierczych.